# Jaime Morey
Jaime García Morey, més conegut com a Jaime Morey (Alacant, 16 de juny de 1942-Madrid, 7 de juliol de 2015), va ser un cantant espanyol.

## Biografia
Va estudiar cant i en la dècada de 1950 va participar en diversos concursos radiofònics de talents a València i Alacant. Es traslladà a Madrid, on es donà a conèixer cantant èxits de Charles Aznavour a la discoteca Pasapoga i serà descobert pel compositor i promotor Manuel Alejandro. El seu primer gran èxito fou «Rosita». En 1964 quedà segon en el Festival de Benidorm amb «El barco, el mar y el viento». Repetiria en aquest mateix festival en 1967 amb «Las mañanitas», que va ser premi del públic. Es va consolidar com un dels cantants més populars gràcies a la seva estètica clàssica i la seva veu greu i melòdica. El 1967 va cedir la seva imatge i la seva signatura Yo también voto por la paz en el referèndum per a la Llei Orgànica de l'Estat.
En 1970 participà en el concurs de TVE Pasaporte a Dublín, i en 1972 representaria Espanya en el Festival de la Cançó d'Eurovisió a Edimburg amb «Amanece», de Ramón Arcusa i Augusto Algueró, quedant en el desè lloc. També participaria en altres festivals musicals d'aquells anys, canvià la discogràfica Phillips per RCA i intentà refer la seva carrera musical interpretant boleros i altres cançons melòdiques.
Amic personal de Manuel Fraga Iribarne, en 1977 va interpretar l'himne d'Alianza Popular. Després va marxar cap a Mèxic, on va participar en algunes telenovel·les i va treure alguns discs. Va tornar en 1983 i va participar en la pel·lícula Juana la loca... de vez en cuando amb Lola Flores i va treure un disc de sarsueles.

### Pausa
En 1987 va decidir abandonar la música, i no se sabria res d'ell fins a 2001, quan es va veure esquitxat per l'escàndol financer del cas Gescartera. Antonio Camacho, propietari d'aquesta societat de valors, mantenia una relació amb Laura, la seva filla gran, i va nomenar al cantant director general de l'empresa. Morey i la seva filla van ser absolts d'un cas escandalós en el qual va estar també implicat Eduardo Zaplana, que li havia nomenat assessor de presidència de la Generalitat Valenciana.

### Defunció
Jaime va morir en Madrid, la matinada del 7 de juliol de 2015, als 73 anys, a causa d'un càncer que sofria des de feia anys.

## Discografia
- 1963 "Cuántas cosas/Mis deudas/El cha-cha-cha/Yo era"
- 1964 "La mamma"
- 1964 "Terminemos de una vez/Qué quieres que te diga/Yo con él/El amor"
- 1965 "Una marioneta/No te vayas/Cara mía/Sabia"
- 1965 "Acompáñame/Corazón de trampolín/El diplodocus/Un muchacho formal" (amb Rocío Dúrcal)
- 1965 "Te debo/Escucha Dios mío/Espera/Yo busco una chica como tú"
- 1966 "El carnaval se fue/Otoño en mi corazón/La bohemia/Otros temas"
- 1967 "¡Guapa!/Cuando llegue la tarde/El tiempo"
- 1970 "Mis manos"
- 1972 "Amanece/Volverá/La tierra es una bola de colores/Sueño imposible"
- 1972 "Jaime Morey"
- "Luna de fuego/55 días en Pekín/Natatcha/Poco tiempo"
- "Dios mío, como te quiero/Acompáñame/Yo te daría más/Me espera"

Senzills
- 1967 "Por las mañanitas/Rositas" (Festival de Benidorm)
- 1968 "Por que me enamoré/Hirió mi corazón"
- 1969 "Sólo las rosas/El encuentro"
- 1969 "Negra paloma/Tabhata"
- 1970 "Partir es morir un poco/El amor entre nosotros"
- 1970 "Mis manos/El mundo de hoy"
- 1971 " La barca/Sueño imposible"
- 1972 "Amanece/Volverá" (Festival d'Eurovisió)
- 1972 "La dama de las Camelias/Tanto"
- 1972 "Camp/María"
- 1972 "Linda Carolyn/Cuando llegue el verano"
- 1974 "Fue ayer/Es ésta la canción"
- 1974 "No volveré a querer/El otro"
- 1975 "El rey/Sombras"
- 1976 "Fue ayer/Ésta es la canción"
- 1977 "La verdadera libertad" (Cançó per a Alianza Popular)
- 1983 "Pensando en ti/Bohemios"
- 1984 "Tu mirada/Canción del gitano"
- "El triste/La tierra es una bola de colores"
- "Mis manos/El mundo de hoy"
- "Te busqué para amarte/Pasará a la historia"
- "Silver Bird"
- "Georgy girl/Voy a buscarte"

CD
- 1997 Grandes Éxitos (1964-1968)
- 2006 El último romántico